# 黒川武彦
黒川　武彦 （くろかわ　たけひこ、1963年6月17日 -）は、栃木県出身のモーターサイクル・ロードレースライダー。

## 戦績
- 1986年 全日本ロードレース選手権　ST250　デビュー　KISSレーシングチームから参戦（ヤマハ）
- 2006年 全日本ロードレース選手権　ST600　参戦
- 2007年 全日本ロードレース選手権　ST600　ランキング11位　松本クリニック中村Egスピードから参戦（ホンダ）
- 2008年 全日本ロードレース選手権　ST600　ランキング24位　松本クリニックガレージスピード から参戦（ホンダ）
- 2009年 全日本ロードレース選手権　ST600　ランキング3位（1勝） 松本クリニックVIPBスピード から参戦（カワサキ）
- 2010年 全日本ロードレース選手権　ST600　松本クリニックVIPBスピード から参戦（カワサキ）